# Dílo José Rodriguese

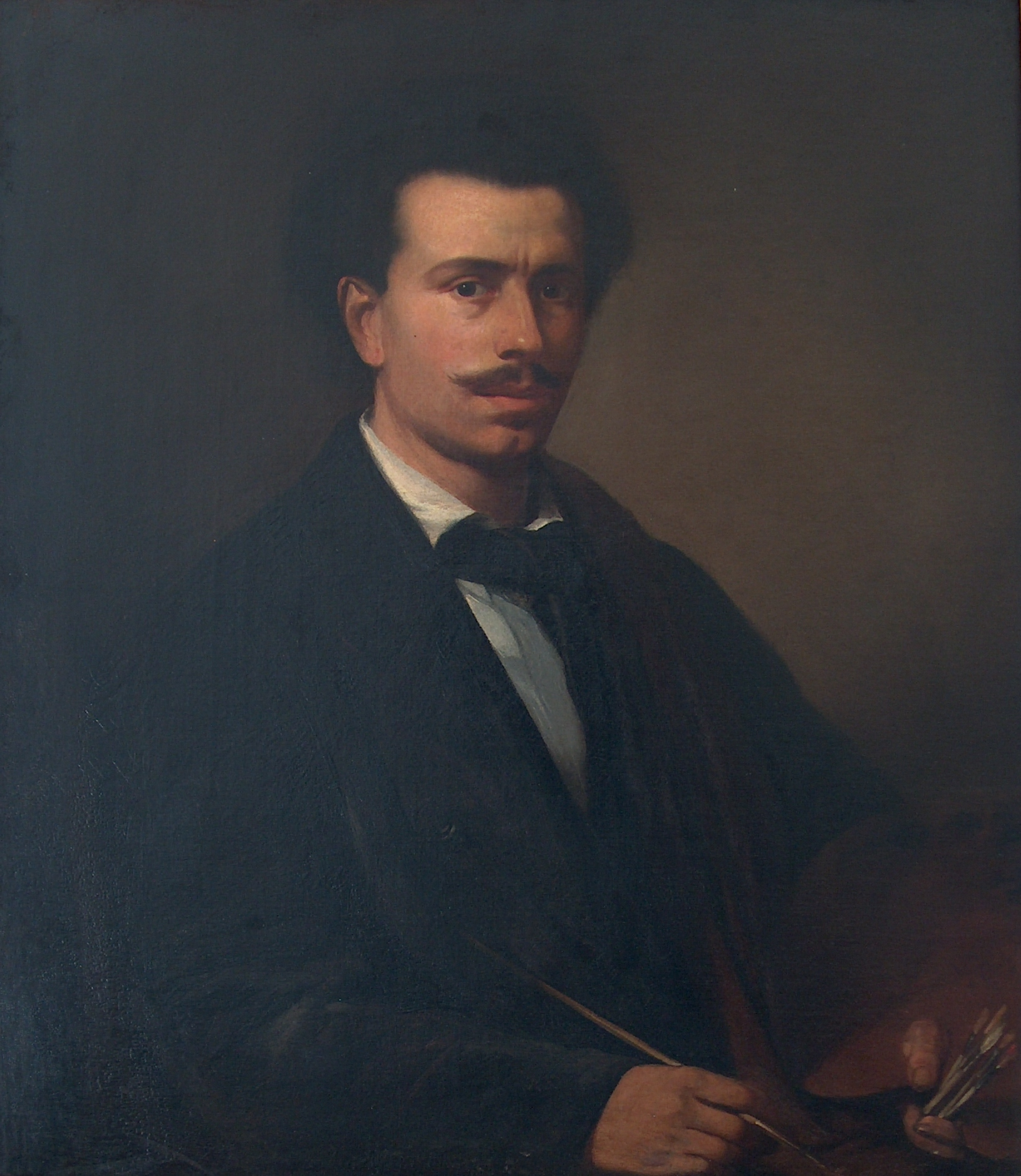
José Rodrigues: Auto–retrato

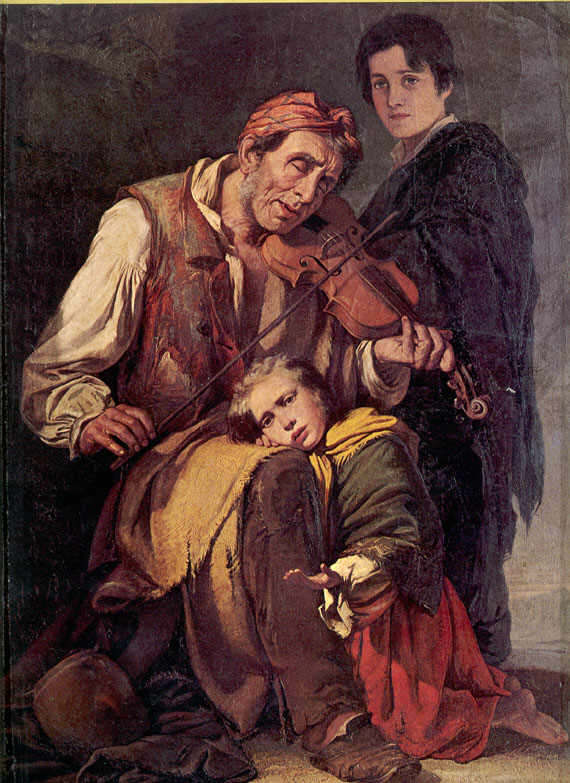
O Cego Rabequista (1855)

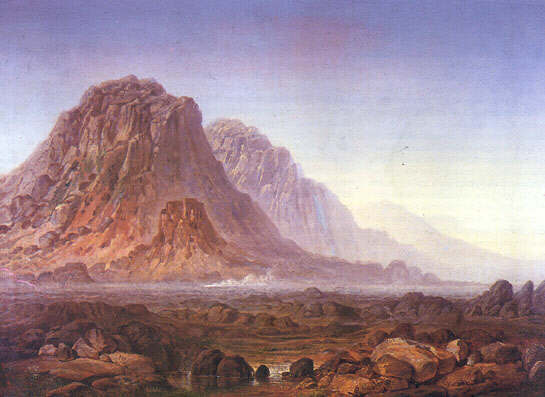
Penhascos da Mancha

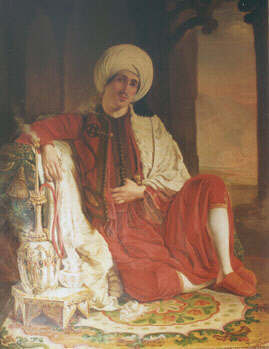
Cena oriental

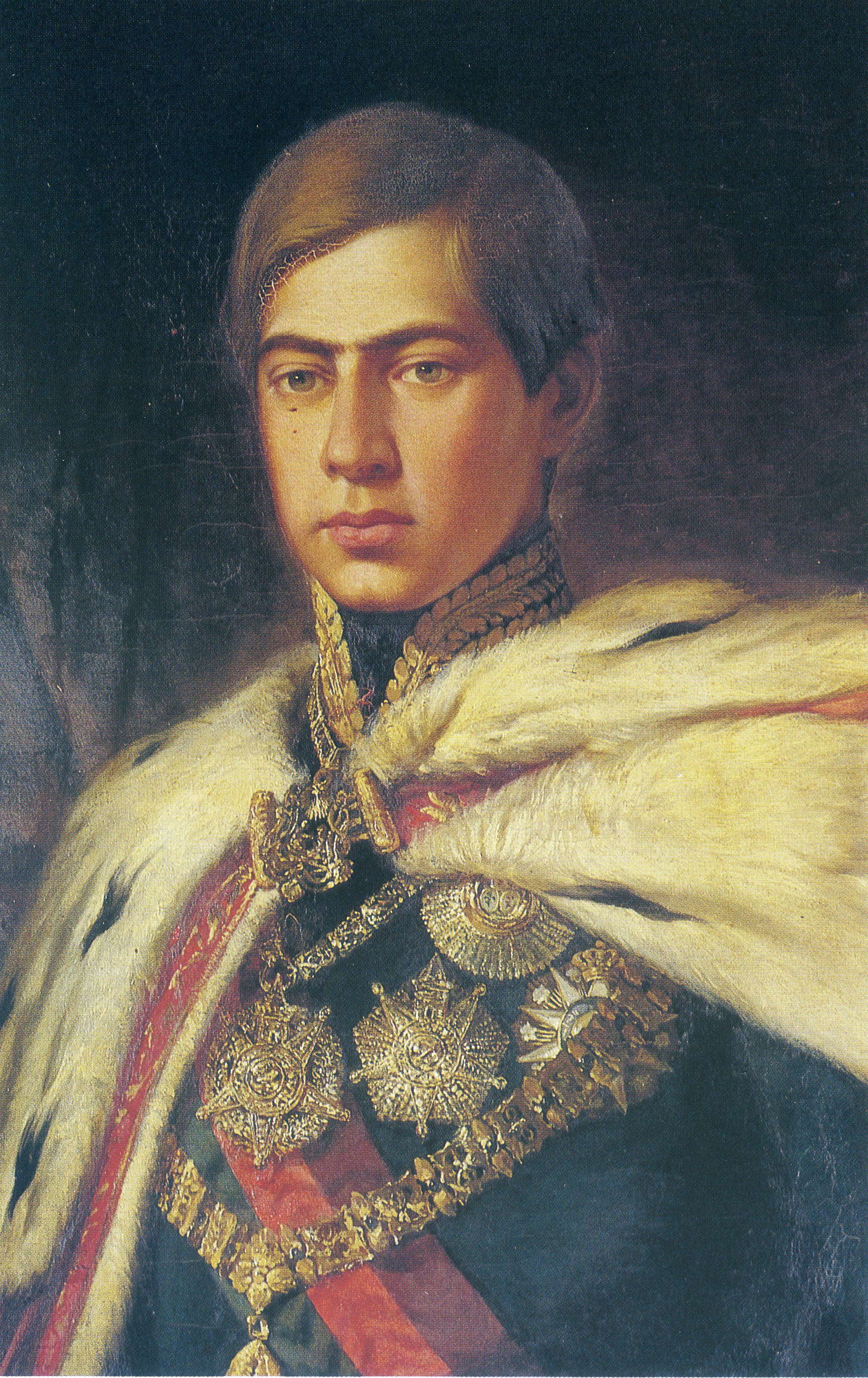
D. Pedro V

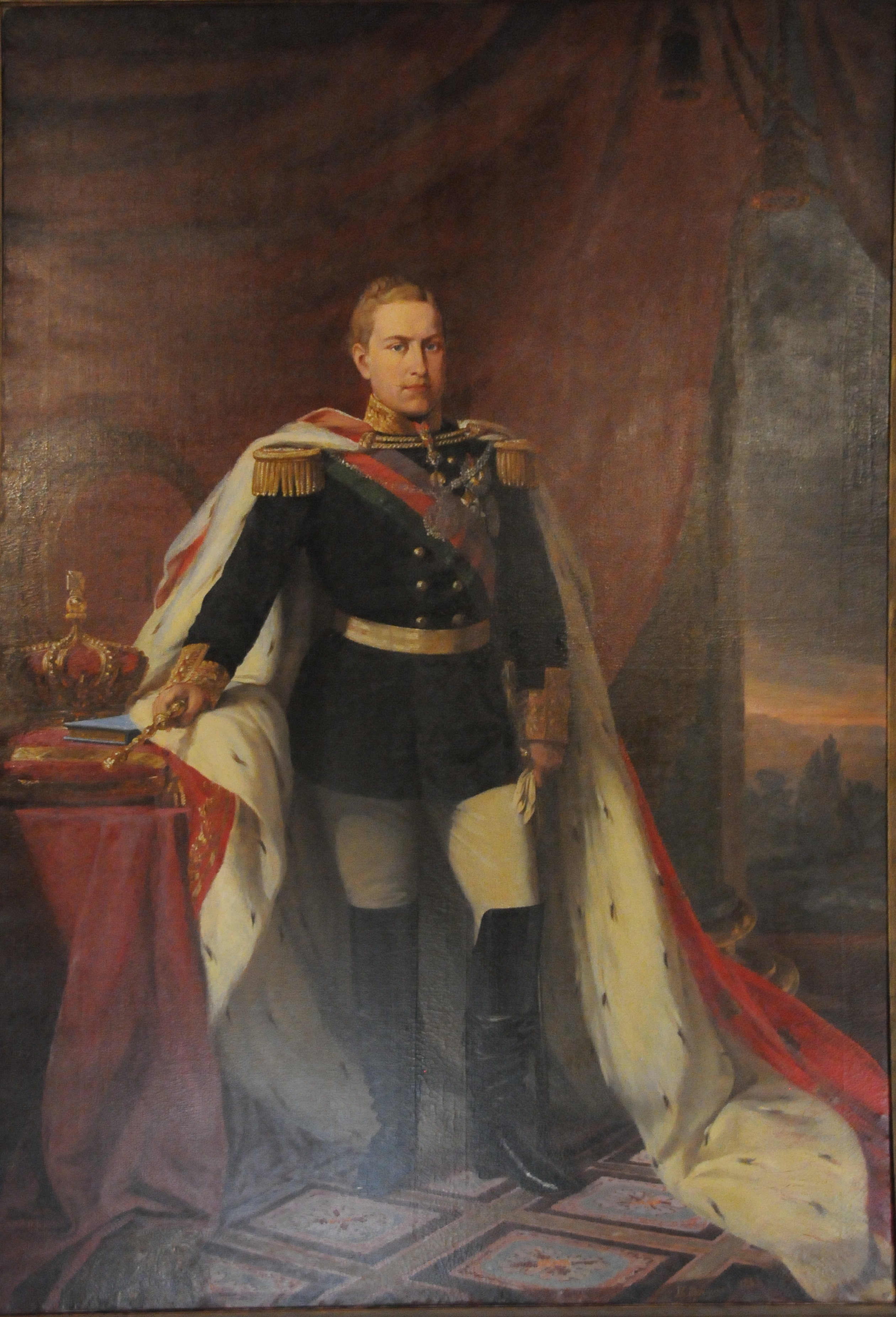
D. Luís

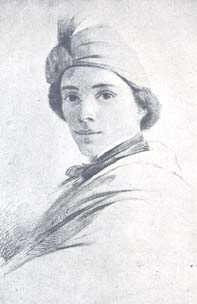
Auto-retrato aos 19 anos

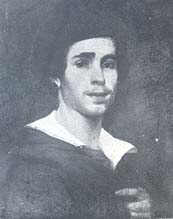
Auto-retrato com capa

Toto je podrobný seznam děl José Rodriguese (1828–1887), portugalského malíře romantické epochy.
- Oleje na plátně (různá témata)

1. O pobre da púcara meio corpo. Patřil králi D. Fernandovi
2. O pobre rabequista, též O cego rabequista, (1855). Patřil králi D. Fernandovi. Dále patřil Sr. Conde do Ameal
3. O malmequer
4. Os peixes
5. Penhascos da Mancha. Patřil markýzi de Sousa Holstein
6. O guarda da linha férrea. Patřil markýzi de Sousa Holstein
7. Cena Oriental
8. Dois marroquinos em repouso
9. O antigo vendedor de agriões em Cintra. Patřil králi D. Luísovi
10. O rapaz pedinte. Patřil králi D. Luísovi
11. A sesta do porco
12. Os patos na levada
13. A recusa, quadro de costumes da idade média, (malé rozměry)
14. A cozinha
15. A camponesa. Patřil králi D. Luísovi
16. O jantar do varredor
17. O sapateiro
18. Tarde de inverno
19. O aguaceiro
20. Os salteadores na caverna
21. A ceia dos salteadores
22. Os cisnes. Patřil F. Lourenço da Fonsecovi
23. O pôr do sol. Patřil Francisco Parente da Silvovi
24. A camponesa
25. A criada. Patřil Carlosu Relvasovi
26. O cozinheiro. Patřil Carlosu Relvasovi
27. Margens do Tejo, próximo de Santarém. Patřil králi D. Luísovi
28. Nossa Senhora da Conceição, pro Guimarães
29. Nossa Senhora das Felicidades. Patřil D. Marii Rufině de Lima Iglesias
30. A Madre Teresa do Lado. Patřil D. Marii Rufině de Lima Iglesias
31. Flores e frutos, výška 1,72m. Patřil králi D. Fernandovi
32. As portas do Céu, obraz pro kapli hřbitova dos Prazeres
33. Obraz pro sál obchodního soudu v Lisabonu
34. A cidade de Lisboa, obraz do velké zasedací místnosti lisabonského magistrátu, 5m x 4m, (1883)
35. A carta da namorada
36. A volta da cidade

- Oleje na plátně (portréty)

1847
1. D. Maria Rita de…
2. José de Sousa

1848
1. Pedro Rodrigues de Carvalho
2. Joaquim Bento Pereira (Barão do Rio Zêzere em 1851)
3. D. Joaquina Lucia de Brito Velloso Peixoto (Baronesa do Rio Zêzere)
4. José Bernardino Frasão
5. D. Henriqueta Mathilde Frasão
6. D. Marianna Victoria de…

1849
1. Francisco de Paula Cardoso
2. Alfredo Fernandes Claro
3. Roberto Cohen
4. António de Almeida Didier (menino de 8 anos)

1850
1. José Daniel Colaço, depois Cônsul geral e Ministro em Tanger, e barão de Colaço Macnamara
2. …Ferreira, Escrivão de Direito em Guimarães
3. Luiz Pinto Tavares (residente em Castello Branco)
4. Cândido José de Oliveira
5. Luiz Carlos Leão Trinité
6. Visconde de Ovar, Antonio Maria Pereira da Costa, General de Brigada
7. Viscondessa de Ovar, D. Maria Rita de Oliveira Pinto da França
8. José Firmo Ferreira dos Santos, Médico-cirurgião
9. Dr. António Dias de Azevedo, irmão do Conde de Podentes
10. D. Emília Brower, sua mulher
11. José Frederico Pereira da Costa (Ovar)
12. D. Theresa Jacintha Maria Sanz Monteiro

1851
1. Constantino Rodrigues Batalha
2. …de Andrade, Comandante de Artilharia 1
3. João Firmino Ribeiro
4. Francisco Rodrigues Batalha
5. D. Maria José Couceiro Stamp
6. D. Teresa Clara Cardoso de Faria e Maia
7. Repetição do mesmo para a ilha de S. Miguel
8. José Marcelino, Coronel de Artilharia
9. Cópia de um retracto a daguerreotipo pro Rio de Janeiro
10. Cónego Mendes
11. Visconde do Pinheiro, D. Miguel Ximenez

1852
1. José Avelino da Costa Amaral
2. Joaquim António dos Santos Teixeira, Cirurgião em chefe do Exército
3. D. Camilla Adelaide Stamp
4. Joaquim Ignacio Ribeiro
5. José Bernardo da Silva, Capitão de mar e guerra
6. Flammiano José Lopes Ferreira dos Anjos
7. …Juiz em Palmella (kopie)
8. Mr. John Stott Howorth
9. José Vieira da Silva, pro Luandu
10. Mathias José Pereira, pro Maranhão
11. D. Anna Clara Pereira, pro Maranhão
12. e 48. Duque de Saldanha, pro Coimbru

1853
1. Duque de Palmella, D. Pedro, kopie busty
2. Joaquim Teotónio da Silva, Médico-cirurgião
3. Antonio Lopes Ferreira dos Anjos

1854
1. Ricardo Fernandes de Oliveira Duarte
2. Julio Stamp
3. António Lopes Ferreira dos Anjos, pro Certan
4. Barão de Almeida, António Thomaz de Almeida e Silva
5. Barão de Sarmento, General Ajudante de campo d’el-Rei D. Fernando
6. D. Leonor Magdalena Pecquet Ferreira dos Anjos
7. José Pedro Henriques Barbosa
8. D. Maria Guilhermina Marques dos Anjos
9. D. Maria do Ceo da Costa Guerreiro
10. Duas meninas em grupo, pro Pará

1855
1. José Maria do Couto
2. António Joaquim Luiz de Sequeira, e D. Gracinda de Jesus Alves Sequeira, em grupo
3. António Augusto Martins Loduvice, reminiscence
4. Salvador José Castanho
5. Carolina Amália do Carmo Bastos Castanho
6. Manuel Joaquim Barbosa
7. D. Amália Teodolinda Bastos
8. Joaquim Ignácio Ribeiro, opakovaný portrét z roku 1852
9. Sua Majestade el-rei D. Pedro V, reminiscence na korunovaci v Beja
10. Conselheiro Francisco José Vieira, pro Porto

1856
1. António Rino Jordão, pro Leiriu
2. João Affonso Henriques
3. Viscondessa de Benagazil, D. Catharina Rita Pereira Caldas, kopie
4. Guilherme Ribeiro da Cunha
5. José Joaquim Vicente de San-Romão
6. Sua Majestade el-rei D. Pedro V
7. João Paulo Cordeiro, kopie

1857
1. D. Maria Bernardina da Gama Salema
2. Sua Alteza a Senhora Infanta D. Isabel Maria
3. Padre Beirão
4. Conselheiro José da Silva Carvalho, kopie pro Portalegre. 85. Anonym
5. Repetição do dito
6. D. Catarina Cândida de Andrade Lima, kopie pro Portalegre. 88. João do Couto, pro Brazílii
7. As meninas Maias, grupo de duas
8. D. Rozinda Maria Maia

1858
1. Sua Majestade el-rei D. Fernando, pro Rio de Janeiro
2. D. Gertrudes Magna da Silva Salles
3. Barão de Almeida, Antonio Thomaz de Almeida e Silva. Patřil jeho dceři, baronce de Almeida D. Anně de Menezes
4. Sua excelência o Arcebispo de Braga, D. José Joaquim de azevedo e Moura, pro Bragu
5. João Luiz Gonçalves, reminiscence
6. Sua Eminência o Cardeal Patriarca de Lisboa, D. Manuel Bento Rodrigues, pro Bragu
7. José Maria Carvalho e Costa

1859
1. Matheus José Baptista, Médico-cirurgião.
2. Fernando Postsch, kopie daguerrotypie
3. D. Maria Eugenia da Cunha Mattos de Mendia
4. D. Maria Luísa Telles, pro Rio de Janeiro
5. José Vieira da Silva Júnior
6. José Joaquim Vicente de San-Romão Junior

1860
1. Sua Majestade el-rei D. Pedro V, pro sál na Obchodním náměstí v Lisabonu
2. D. Maria Luísa de Araújo Telles
3. D. Maria Cândida de San-Romão e seu filho, em grupo
4. José Maria dos Santos
5. D. Maria Rosa da Costa Lima, mãe do Visconde de Porto Côvo de Bandeira
6. Géniozinhos brincando1

1861
1. Condessa de Farrobo, D. Magdalena Pinault, em trajo á Luiz XV, 2,3m. Patřil její dceři D. M. Joaquině Quintele provdané Mendonça
2. Francisco Lourenço da Fonseca
3. D. Maria José Gaia da Fonseca
4. Joaquim Júlio Rodrigues de Macedo
5. Conde de Porto-Côvo de Bandeira, em trajo de cerimónia como Par do Reino, 2, 3m
6. Alexandre Herculano de Carvalho, pro Portugalské středisko literatury v Rio de Janeiro

1862
1. Sua Majestade el-rei D. Luiz, výška 3m, pro kapli Universidade de Coimbra
2. Sua Majestade el-rei D. Pedro V, reminiscence, pro školu v Mafře, zakoupeno společností Sociedade Madrépora v Rio de Janeiro
3. Mademoiselle Cunha
4. Sua Majestade el-rei D. Luiz, 2,6m x 1,7m, zakoupeno Ministerstvem námořnictví pro vládní budovu v Mosambiku
5. Sua Majestade el-rei D. Luiz, 3m x 2m, pro Pernambuco

1863
1. D. Maria do Resgate da Graça de Figueiredo
2. Sua Majestade el-rei D. Luiz, 3m, pro Pará
3. Conde de Rilvas 2
4. João Pinto de Araújo, pro Pará
5. Repetição do mesmo
6. D. Jerónima Cândida Vieira, kopie, pro Maranhão
7. D. Clotilde da Cunha Ricca, (děvče, 2 roky), reminiscence
8. Joaquim António da Silva, pro Pará
9. Repetição do mesmo
10. Sua Majestade el-rei D. Luiz, pro sněmovnu
11. D. Cecilia Couceiro Caramaça (de memória).

1864
1. Sua Majestade el-rei D. Luiz, pro palác S. Vicente
2. Manuel José Dias Monteiro, e D. Anna Isabel Furtado Dias Monteiro,  1,46m x 1,10m
3. Manuel Joaquim de Oliveira. 135. D. Gracinda Alves de Oliveira

1865
1. José Maria da Silveira Estrlla, kopie fotografie
2. D. Anna Telles de Vasconcellos. 138. Visconde de Porto-Côvo
3. Joaquim Carlos de Champalimaud, kopie fotografie
4. Sua Majestade el-rei D. Pedro V, reminiscence, 2,5m x 1,5m pro Sociedade de Beneficência, Rio de Janeiro

1866
1. Frederico Biester, kopie fotografie
2. D. Maria Emília de Champalimaud Paes, kopie fotografie
3. Jacinto Paes de Mattos Moreira, kopie miniatury
4. Sua Majestade el-rei D. Luiz, pro Benguelu
5. D. Maria do Carmo Ulrich
6. Sua Majestade el-rei D. Luiz, pro sněmovnu

1867
1. Marquês de Niza
2. Cópia de uma fotografia, pro Caxias (Brazílie)
3. Manuel de Sampaio de Sousa Cirne, Junior, kopie daguerrotypie, pro Santarém
4. Joaquim Caetano Lopes da Silva
5. José Iglesias, em grupo com sua mulher
6. D. Maria Rufina da Lima Iglesias
7. D. Maria Ignacia da Costa, da Bahia
8. Duarte Fernandes, kopie
9. D. Maria Adelaide Baldaque da Silva, mulher de Pedro de Medeiros e Albuquerque, kopie fotografie

1868
1. Henrique Feijó da Costa, reminiscence
2. Sua Majestade el-rei D. Pedro V, pro azylové zařízení v Campo Grande
3. D. Maria Guilhermina da Silva
4. José Relvas de Campos, reminiscence

1869
1. João Anastácio Dias Grande, pro Portalegre. Patřil D. Luise Grande de Freitas Gomelino e Vasconcellos
2. D. Anna Francisca dos Santos e Araújo, pro Porto
3. Repetição do mesmo, pro Pará
4. Retrato de Nuno de Freitas Lomelino3

1870
1. José Elias dos Santos Miranda
2. Cónego D. Francisco de Paula de Azevedo
3. Agostinho Dias Lima, pro Bahiu
4. A mãe do cónego Manuel dos Santos Pereira, pro Bahiu
5. O menino Iglesias, kopie

1871
1. Visconde das Laranjeiras
2. Manuel Luiz Ferreira dos Santos, pro Bahiu
3. Miguel António Gonçalves da Costa e Amaral, pro Mangualde
4. D. Leonor Margarida de Carvalho da Fonseca e Amaral, pro Mangualde
5. Dr. Seabra, pro Pará
6. Sogra do antecedente, pro Pará
7. Jerónimo Maurício dos Santos

1872, 1873, 1874, 1875
1. D. Emília Gomes dos Santos, pro Bahiu
2. António Augusto Tarujo Formigal
3. D. Cecília Couceiro Caramassa, reminiscence
4. Marquês do Bonfim, pro Rio de Janeiro
5. Flaminiano José Lopes Ferreira dos Anjos, opakovaný portrét z roku 1852
6. D. Leonor Magdalena Pecquet Ferreira dos Anjos, opakovaný portrét z roku 1854
7. Sua Majestade el-rei D. Luiz, pro Obchodní soud v Lisabonu
8. Jacinto Paes de Mattos Falcão, conde do Bracial
9. A mulher do antecedente, D. Emília

1876, 1877
1. António Marcellino Facco
2. D. Ermelinda Maurícia dos Santos Facco
3. Dr. José Maria Borges, Juiz da Relação
4. Um menino, (corpo inteiro) da família Faria e Maia, da ilha de S. Miguel
5. D. Guilhermina Godinho de Andrade
6. Fammiano José Lopes Ferreira dos Anjos, opakovaný portrét z roku 1852
7. D. Leonor Magdalena Pecquet Ferreira dos Anjos, opakovaný portrét z roku 1854

1878
1. A menina Aragão Moraes, reminiscence
2. Alberto Neves de Carvalho, pro Caxias (Brazílie)
3. António João Alves da Cunha e Silva, pro Rio de Janeiro
4. D. Marianna Alves da Cunha e Silva, pro Rio de Janeiro
5. Visconde de Castilho, António Feliciano de Castilho, podle fotografií, zakoupeno lisabonským magistrátem pro jednu z jeho škol
6. Conselheiro António Rodrigues Sampaio
7. Barão de S. João d’Areias, Manual de Serpa Pimentel
8. Dr. Carlos Zephyrino Pinto Coelho
9. Um Americano, pro Liverpool
10. António Rodrigues Sampaio, repetição. 202. Sebastião José de Freitas
11. … Freitas Rego

- Ostatní

1. Auto-retrato do artista, aos dezanove anos de idade
2. Auto-retrato do pintor, vestido com capa e gorro